# Challenger Cup w Piłce Siatkowej Mężczyzn 2023
Challenger Cup w piłce siatkowej mężczyzn 2023 (ang. 2023 FIVB Men's Volleyball Challenger Cup) – czwarta edycja corocznego międzynarodowego turnieju siatkówki mężczyzn organizowanego przez Międzynarodową Federację Piłki Siatkowej (FIVB) w którym bierze udział osiem drużyn narodowych i który pełni funkcję kwalifikacji do Ligi Narodów Mężczyzn FIVB. Turniej odbył się w hali Aspire Ladies Sports Hall w Doha, w Katarze w dniach 28-30 lipca 2023 r.
W tej edycji w zawodach Challenger Cup mężczyzn po raz pierwszy wystąpią drużyny Chin, Dominikany, Tajlandii oraz Ukrainy.

## Zakwalifikowane zespoły[1]
| Reprezentacja | Konfederacja | Sposób kwalifikacji                              | Data kwalifikacji | Miejsce w rankingu FIVB (w nawiasie numer rozstawienia w turnieju) |
| ------------- | ------------ | ------------------------------------------------ | ----------------- | ------------------------------------------------------------------ |
| Tunezja       | CAVB         | najwyżej notowany zespół w rankingu CAVB         | -                 | 18 (4)                                                             |
| Chile         | CSV          | najwyżej notowany zespół w rankingu CSV          | -                 | 24 (5)                                                             |
| Katar         | AVC          | gospodarz                                        | 01.06.2023        | ? (1)                                                              |
| Dominikana    | NORCECA      | zwycięzca NORCECA Final Four 2023                | 31.07.2022        | 31 (7)                                                             |
| Turcja        | CEV          | zwycięzca Złotej Ligi Europejskiej 2023          | 24.06.2023        | 12 (2)                                                             |
| Ukraina       | CEV          | wicemistrz Złotej Ligi Europejskiej 2023         | 24.06.2023        | 13 (3)                                                             |
| Chiny         | AVC          | najniżej sklasyfikowany zespół Ligi Narodów 2023 | 10.06.2023        | 25 (6)                                                             |
| Tajlandia     | AVC          | zwycięzca AFC Challenge Cup 2023                 | 15.07.2023        | 58 (8)                                                             |

## Format rozgrywek[2]
Turniej będzie rozgrywany w formacie pucharowym (ćwierćfinały, półfinały i finał). Kraj-gospodarz, czyli Katar (1. miejsce w rozstawieniu) rozegra mecz ćwierćfinałowy z drużyną znajdującą się najniżej w rankingu FIVB (której przydzieli się 8. miejsce w rozstawieniu). Pozostałe sześć drużyn uszeregowano w kolejności od 2 do 7 według światowego rankingu FIVB na dzień 15 lipca 2023 r.  Zespoły w ćwierćfinale zagają ze sobą w następującym zestawieniu: 2-7, 3-6, 4-5. Rozgrywany będzie mecz o 3. miejsce. Zwycięzca turnieju zapewni sobie awans do rozgrywek Ligi Narodów FIVB 2024.

## Arena zmagań
| Wszystkie mecze           |
| ------------------------- |
| Doha, Qatar               |
| Aspire Ladies Sports Hall |
| Pojemność: 2,500          |
|                           |

## Rozgrywki
- Wszystkie podane czasy są lokalne (UTC+03:00).

### Drabinka
|  |              |              |              |          |   |           |           |           |                   |                   |                   |       |       |
|  | Ćwierćfinały | Ćwierćfinały | Ćwierćfinały |          |   | Półfinały | Półfinały | Półfinały |                   |                   | Finał             | Finał | Finał |
|  | Ćwierćfinały | Ćwierćfinały | Ćwierćfinały |          |   | Półfinały | Półfinały | Półfinały |                   |                   | Finał             | Finał | Finał |
|  | 28 lipca     |              |              |          |   |           |           |           |                   |                   |                   |       |       |
|  |              |              |              |          |   |           |           |           |                   |                   |                   |       |       |
|  | Katar        | Katar        | 3            |          |   |           |           |           |                   |                   |                   |       |       |
|  | Katar        | Katar        | 3            | 29 lipca |   |           |           |           |                   |                   |                   |       |       |
|  | Tajlandia    | Tajlandia    | 0            |          |   |           |           |           |                   |                   |                   |       |       |
|  | Tajlandia    | Tajlandia    | 0            |          |   | Katar     | Katar     | 3         |                   |                   |                   |       |       |
|  | 28 lipca     |              |              |          |   | Katar     | Katar     | 3         |                   |                   |                   |       |       |
|  |              |              | Chile        | Chile    | 0 |           |           |           |                   |                   |                   |       |       |
|  | Tunezja      | Tunezja      | Chile        | Chile    | 0 | 0         |           |           |                   |                   |                   |       |       |
|  | Tunezja      | Tunezja      |              |          |   | 0         | 30 lipca  |           |                   |                   |                   |       |       |
|  | Chile        | Chile        | 3            |          |   |           |           |           |                   |                   |                   |       |       |
|  | Chile        | Chile        | 3            |          |   | Katar     | Katar     | 2         |                   |                   |                   |       |       |
|  | 28 lipca     |              |              |          |   | Katar     | Katar     | 2         |                   |                   |                   |       |       |
|  |              |              | Turcja       | Turcja   | 3 |           |           |           |                   |                   |                   |       |       |
|  | Turcja       | Turcja       | Turcja       | Turcja   | 3 | 3         |           |           |                   |                   |                   |       |       |
|  | Turcja       | Turcja       | 29 lipca     |          |   | 3         |           |           |                   |                   |                   |       |       |
|  | Dominikana   | Dominikana   | 1            |          |   |           |           |           |                   |                   |                   |       |       |
|  | Dominikana   | Dominikana   | 1            |          |   | Turcja    | Turcja    | 3         | Mecz o 3. miejsce | Mecz o 3. miejsce | Mecz o 3. miejsce |       |       |
|  | 28 lipca     |              |              |          |   | Turcja    | Turcja    | 3         | Mecz o 3. miejsce | Mecz o 3. miejsce | Mecz o 3. miejsce |       |       |
|  |              |              | Ukraina      | Ukraina  | 2 |           |           | 30 lipca  | 30 lipca          | 30 lipca          |                   |       |       |
|  | Ukraina      | Ukraina      | Ukraina      | Ukraina  | 2 | 3         |           | 30 lipca  | 30 lipca          | 30 lipca          |                   |       |       |
|  | Ukraina      | Ukraina      |              |          |   |           |           | Chile     | Chile             | 0                 |                   |       |       |
|  | Chiny        | Chiny        | 1            |          |   |           |           |           | Chile             | 0                 |                   |       |       |
|  | Chiny        | Chiny        | 1            |          |   |           |           | Ukraina   | Ukraina           | 3                 |                   |       |       |
|  |              |              |              |          |   |           |           |           | Ukraina           | 3                 |                   |       |       |

### Ćwierćfinały
| Data       | Godz. | Drużyna 1 | Wynik | Drużyna 2  | 1     | 2     | 3     | 4     | 5 | *      |
| ---------- | ----- | --------- | ----- | ---------- | ----- | ----- | ----- | ----- | - | ------ |
| 28.07.2023 | 11:00 | Tunezja   | 0:3   | Chile      | 19:25 | 23:25 | 23:25 |       |   | raport |
| 28.07.2023 | 14:00 | Ukraina   | 3:1   | Chiny      | 25:19 | 25:22 | 23:25 | 25:19 |   | raport |
| 28.07.2023 | 17:00 | Katar     | 3:0   | Tajlandia  | 26:24 | 25:23 | 26:24 |       |   | raport |
| 28.07.2023 | 20:00 | Turcja    | 3:1   | Dominikana | 25:20 | 25:17 | 24:26 | 25:19 |   | raport |

### Półfinały
| Data       | Godz. | Drużyna 1 | Wynik | Drużyna 2 | 1     | 2     | 3     | 4     | 5     | *      |
| ---------- | ----- | --------- | ----- | --------- | ----- | ----- | ----- | ----- | ----- | ------ |
| 29.07.2023 | 16:00 | Turcja    | 3:2   | Ukraina   | 18:25 | 25:23 | 25:17 | 19:25 | 15:13 | raport |
| 29.07.2023 | 19:00 | Katar     | 3:0   | Chile     | 25:21 | 25:22 | 27:25 |       |       | raport |

### Mecz o 3. miejsce
| Data       | Godz. | Drużyna 1 | Wynik | Drużyna 2 | 1     | 2     | 3     | 4 | 5 | *      |
| ---------- | ----- | --------- | ----- | --------- | ----- | ----- | ----- | - | - | ------ |
| 30.07.2023 | 16:00 | Chile     | 0:3   | Ukraina   | 21:25 | 19:25 | 18:25 |   |   | raport |

### Finał
| Data       | Godz. | Drużyna 1 | Wynik | Drużyna 2 | 1     | 2     | 3     | 4     | 5    | *      |
| ---------- | ----- | --------- | ----- | --------- | ----- | ----- | ----- | ----- | ---- | ------ |
| 30.07.2023 | 19:00 | Katar     | 2:3   | Turcja    | 13:25 | 25:21 | 18:25 | 25:22 | 9:15 | raport |

## Klasyfikacja końcowa[3]
| Miejsce | Reprezentacja |
| ------- | ------------- |
| złoto   | Turcja        |
| srebro  | Katar         |
| brąz    | Ukraina       |
| 4       | Chile         |
| 5       | Chiny         |
| 6       | Dominikana    |
| 7       | Tajlandia     |
| 8       | Tunezja       |

     awans do Ligi Narodów 2024